# What Is a Woman?
What Is a Woman? is een Amerikaanse documentaire uit 2022 over genderidentiteit en onderwerpen die veelal minderjarige transgenderpersonen aangaan, die werd geproduceerd en gedistribueerd door het mediabedrijf The Daily Wire. De regie was in handen van Justin Folk en de presentatie in die van politiek commentator Matt Walsh.

## Achtergrond
In een interview gaf Matt Walsh aan What Is a Woman? te willen maken omdat hij vier jaar eerder de vraag "wat is een vrouw" in een bericht op Twitter stelde en sindsdien 'geen duidelijk antwoord' had ontvangen. Volgens Walsh is een beetje vrijmoedigheid en het stellen van standaard vragen een middel om 'genderideologie te verslaan'. Walsh hoopt dat door een logische fout in genderideologie te belichten, andere slagen in de cultuuroorlog ook te winnen zijn. Hij geeft aan mensen te willen bereiken buiten zijn conservatieve bubbel.
Walsh gaf aan in gesprek te willen met zowel mensen die hetzelfde denken als met andersdenkenden, omdat dat de enige optie was om antwoorden te krijgen. Over het filmproces zei hij echter: "De meeste mensen met wie we spraken, wilden er niet over praten of leken in de war over zoiets eenvoudigs als wat een vrouw is."
What Is A Woman? ging in première op de streamingsdienst DailyWire+ op 1 juni 2022, de eerste dag van de Pride-maand. Matt Walsh gaf toe dat de datum specifiek gekozen was als een trolactie. The Daily Wire beweerde te zijn getroffen door een DDoS-aanval toen de film in première ging. Hoewel mogelijk, wees een ander medium op eerdere technische mankementen.
Walsh ging gedurende 2022 op tour om de film op universiteitscampussen te vertonen en vragen te beantwoorden van het publiek. Er werden demonstraties gehouden tegen Walsh's tour.
Walsh gaf in juni 2022 aan doodsbedreigingen te hebben ontvangen nadat de film uitkwam en daarover de politie te hebben ingelicht.
In juni 2023 kwam de film opnieuw onder de aandacht toen Elon Musk op Twitter ouders opriep de film te bekijken, op aandringen van de CEO van The Daily Wire. Uiteindelijk werd What is a woman? meer dan 170 miljoen keer bekeken, waarmee het een van de meest succesvolle documentaires aller tijden is.

## Inhoud
Centraal in de film staat Matt Walsh's hoofdvraag: Wat is een vrouw? Walsh stelt deze en andere vragen over sekse en genderidentiteit in het digitale tijdperk aan verschillende mensen die zich bezighouden met genderidentiteit. De geïnterviewden zijn ten dele medische en sociale experts als genderpsychologen, pedagogen, een familietherapeut, professor pediatrie Michelle Forcier en chirurg Marci Bowers, een transvrouw die geslachtsaanpassende operaties uitvoert. Maar ook politici, activisten tegen geslachtsbevestigende operaties voor minderjarigen, de ouders van een transgender jongen en klinisch psycholoog, auteur en mediacommentator Jordan Peterson komen aan het woord. Daarnaast bezoekt Walsh een Masai-stam, een nudist en een teamlid van transgenderathleet Lia Thomas.
Walsh krijgt tijdens zijn ondervragingen niet altijd een bevredigend antwoord. Zo blijft de vraag Wat is een vrouw? door velen onbeantwoord.
Tegen het einde van What is A Woman? geeft Matt Walsh zelf een speech op een middelbare school in Virginia, in reactie op het voornemen van deze school om transgender scholieren toe te staan hun eigen voornaamwoorden te kiezen. In deze speech zegt hij: "Jullie zijn allemaal kindermisbruikers. Jullie richten je op makkelijk beïnvloedbare kinderen en indoctrineren ze in je gestoorde, ideologisch gemotiveerde sekte, een sekte die vele fanatieke ideeën bevat, maar waarvan de meest krankzinnige het idee is dat jongens meisjes zijn en meisjes jongens zijn."
De film sluit af met een scène in Walsh' keuken, waar hij zijn vrouw vraagt om het woord 'vrouw' te definiëren. De hamvraag van de documentaire wordt uiteindelijk luchtig beantwoord als: "een volwassen mens van het vrouwelijk geslacht".
De film neemt de vorm aan van een documentaire, maar met een duidelijk aanwezig betoog die de visie van de maker weergeeft.

## Ontvangst

### Positief
Commentatoren prezen Walsh's aanpak en de problematiek die de film aangrijpt. What Is A Woman? werd geloofd om zijn feitelijkheid en argumentatie, omdat het beide kanten laat zien en omdat het een rake vraag stelt. Movieguide noemde het provocatief en briljant, vooral omdat het beide kanten van het debat laat zien en "mensen van de andere kant hun hoofd in een strop laat duwen en de fouten laat blootleggen in hun eigen immorele dwaalleer en gedrag". Dante J van Filmthreat schreef dat de film je in ieder geval aan het denken zet. Sasha Stone van Awards Daily vond dat de film retorisch een goed punt raakt: "Met argumenten als dat transvrouwen vrouwen zijn krijg je een soort wartaal met begrippen als 'mensen die baren' en 'mensen met vagina's'". YouTube-influencer en transvrouw Blaire White schaarde zich achter de conclusie van de film dat volwassenen kinderen indoctrineren om transgender te zijn.
Christelijke bronnen uitten zich positief over What Is A Woman?.Zij vonden dat What Is A Woman? de juiste vraag stelt, vecht tegen 'genderideologie', de juiste mensen had uitgenodigd, humor had en liet zien aan welke druk professionals volgens de filmmakers blootstaan bij het definiëren van het woord 'vrouw'. De National Catholic Registry was over het algemeen positief over de documentaire. Catholicvote schreef dat de film "zowel grappig als duister" was en als exposé fungeert voor een wereld die kinderverkrachting en operaties voor kinderen op wil leggen; daarnaast prees het medium de sympathieke manier waarop Walsh omgaat met de geïnterviewden, die het als slachtoffer ziet van genderideologie. Samuel Sey van de Christian Post schreef dat deze film "bevestigt dat gendertheoretici niet slimmer zijn dan kleuters".

### Negatief
Commentatoren hebben de film omschreven als anti-transgender propaganda.
What Is A Woman? werd met veel negativiteit ontvangen door een progressief publiek, dat Walsh ervan beschuldigde te kwader trouw vragen te stellen om transfobie te promoten bij een gematigd publiek. De meest voorkomende kritiek was dat Matt Walsh de vraag stelt wat een vrouw is maar het antwoord dat hij krijgt verwerpt. Malcolm Harris van medium Intelligencer schreef: "Ondanks alle bergen van bewijs voor het tegendeel dat de producers (...) en Matt Walsh verzamelen, geloven zij nog steeds niet dat mensen hun gender kunnen veranderen." Erin Rook schreef namens LGBTQ Nation dat What Is A Woman? geloofwaardige interviewkandidaten uitnodigt, maar desondanks "vol is van transfobe leugens" omdat het zijn gasten niet serieus neemt.
Veel kritiek op What Is A Woman? had betrekking op de vermeend conservatieve aard van de documentaire. Nathan J. Robinson van Current Affairs schreef dat de film gemene en hersenloze vooroordelen als "gezond verstand" brengt en dat "gladde propaganda als What Is A Woman? ervoor zorgt dat echte transpersonen schade wordt aangedaan, en hoewel ik in het algemeen denk dat censuur niet effectief is we het gevaar van een film als deze niet moeten onderschatten." Malcolm Harris waarschuwde dat de film geweld tegen transgenderpersonen kan aanmoedigen: "Het plan werkt: het lijkt erop dat deze Pride-maand de eerste Pride is met een lijst van slachtoffers, en als Walsh en zijn kompanen zo doorgaan, dan zal die lijst volgend jaar langer zijn." Katie Kadue van blog Gawker zei: "Voor Walsh en andere grenswachters van het genderbinaire zijn transgenderpersonen een besmettingsgevaar."
Aj Eckert van Science Based Medicine omschreef What Is A Woman? als een "pseudodocumentaire" en vergeleek het met de anti-vaccinatiefilm Vaxxed: "Walsh had overduidelijk niet als doel om een eerlijk antwoord te vinden op een verwarrende vraag, hoe complex die ook is. In plaats daarvan begon hij met een conclusie en zocht hij vervolgens bronnen om die conclusie te ondersteunen, ongeacht hoe dubieus de bron is. In deze zin is de film een soort oefening, niet om eerlijk tot een waarheid te komen, maar om vanuit bepaalde motieven te redeneren."

### Recensenten
What Is A Woman? is door relatief weinig recensenten beoordeeld. In conservatieve kringen werd ervan uitgegaan dat sommigen de film uit de weg gingen. Dante J van Filmthreat beschuldigde andere critici ervan dat ze de film niet wilden beoordelen uit angst voor verzet vanuit de LHBTI-beweging. Sasha Stone van Awards Daily was het eens met de bewering dat critici What Is A Woman? geen reviews wilde geven uit angst om op Twitter van transfobie beschuldigd te worden, maar gaf aan zelf What Is A Woman? niet te willen recenseren uit respect voor haar LHBTI-collega's. Erin Rook speculeerde dat recensenten deze film "niet meer aandacht willen geven dan ze verdient", of dat het ontkrachten van desinformatie te veel moeite zou kosten.

## Kritiek

### Wetenschappelijke kritiek
What Is A Woman? ontving kritiek uit zowel populaire als wetenschappelijke hoek omdat het desinformatie zou verspreiden en de geschiedenis en wetenschap achter gender en genderidentiteit verkeerd zou interpreteren Volgens Aj Eckert en David Gorsky waren voorbeelden van desinformatie de manier waarop sekse, geslacht en genderidentiteit door elkaar heen worden gebruikt; valse vergelijkingen met mensen met body integrity identity disorder, otherkin, of kinderen die in de Kerstman geloven; verkeerde statistieken over falloplastiek en verkeerde statistieken over zelfmoordcijfers.
Professor Alex Byrne wees op de onjuiste toewijzing van het begrip genderidentiteit aan John Money en gaf aan dat het een veel voorkomende fout is.
Kritiek kreeg ook het gebruik van ontkrachte theorieën over genderidentiteit, waaronder Rapid Onset Gender Dysphoria en complottheorieën over een stilzwijgende linkse elite en winsten van de farmaceutische industrie.

### The Gender Unity Project
In februari 2022 beweerden enkele activisten dat Walsh tientallen mensen onder valse voorwendselen had uitgenodigd voor deelname aan de documentaire. Eli Erick, Kataluna Enriquez, en Fallon Fox beweerden uitgenodigd te zijn voor What Is A Woman? onder de naam The Gender Unity Project.. waaraan ook een website en Twitter-account waren verbonden. Deze werden offline gehaald na de beschuldigingen.

### Misbruik van foto's
Een transgenderman gaf in mei 2022 aan dat een Instagram-foto van hem en zijn verwijderde borsten te zien was in de trailer zonder dat daarvoor toestemming was gevraagd. Twitter ging niet in op de aanvraag om de trailer te verwijderen.